# Parlamentní volby ve Švédsku 2010
Švédské parlamentní volby 2010 se konaly 19. září 2010. Švédové zvolili 349 členů Riksdagu. Ve volbách zvítězila koalice pravicových a středových stran, nezískala ovšem v parlamentu většinu.

## Graf volebních výsledků
Aliance je koaliční uskupení stran Umírněná strana (M), Strana středu (C), Liberální lidová strana (FP) a Křesťanští demokraté (KD), zatímco Červeno-zelený blok (Blok) tvoří Sociální demokraté (SAP), Levicová strana (V) a Strana zelených (MP). Švédští demokraté se nepřidali k žádnému koaličnímu bloku.

## Volební výsledky
| Politická strana | Politická strana                                    | Počet hlasů | Hlasy v % | + / –  | Počet mandátů | + / – |
| ---------------- | --------------------------------------------------- | ----------- | --------- | ------ | ------------- | ----- |
|                  | Umírněná strana Moderaterna, M                      | 1 791 766   | 30,1      | ▲ +3,8 | 107           | ▲ +10 |
|                  | Liberální lidová strana Folkpartiet liberaterna, FP | 420 524     | 7,1       | ▼ -0,5 | 24            | ▼ -4  |
|                  | Strana středu Centerpartiet, C                      | 390 804     | 6,6       | ▼ -1,3 | 23            | ▼ -6  |
|                  | Křesťanští demokraté Kristdemokraterna, KD          | 333 696     | 5,6       | ▼ -1,0 | 19            | ▼ -5  |
|                  | Aliance                                             | 2 936 985   | 49,4%     | ▲ +1,3 | 173           | ▼ -5  |
|                  | Sociální demokraté Socialdemokraterna, SAP          | 1 827 497   | 30,7      | ▼ -4,2 | 112           | ▼ -18 |
|                  | Strana zelených Miljöpartiet de Gröna, MP           | 437 435     | 7,3       | ▲ +2,1 | 25            | ▲ +6  |
|                  | Levicová strana Vänsterpartiet, V                   | 334 053     | 5,6       | ▼ -0,2 | 19            | ▼ -3  |
|                  | Červeno-zelený blok                                 | 2 598 985   | 43,6      | ▼ -2,8 | 156           | ▼ -15 |
|                  | Švédští demokraté Sverigedemokraterna, SD           | 339 610     | 5,7       | ▲ +2,8 | 20            | ▲ +20 |
|                  | Ostatní strany                                      | 85 023      | 1,4       | ▼ -1,3 | 0             | 0     |
|                  | Neplatné a prázdné hlasy                            | 68 274      | 1,1       | ▼ -0,6 | -             | -     |
|                  | Dohromady                                           | 6 028 682   | 100       | -      | 349           | -     |
| Zdroj:           |                                                     |             |           |        |               |       |

## Výzkum veřejného mínění
Výsledky průzkumů veřejného mínění jsou převzaty z SVT.se .
| Date          | Umírněná strana | Strana středu | Liberální lidová strana | Křesťanští demokraté |       | Sociální demokraté | Levicová strana | Strana zelených |      | Švédští demokraté | Ostatní |  | Aliance | Červeno-zelená koalice |
| Date          |                 |               |                         |                      |       |                    |                 |                 |      |                   |         |  |         |                        |
| volby 2006    | 26,2%           | 7,9%          | 7,5%                    | 6,6%                 | 35,0% | 5,9%               | 5,2%            | 2,9%            | 2,8% | 48,2%             | 46,1%   |  |         |                        |
| Únor 2007     | 25,8%           | 5,9%          | 5,8%                    | 5,3%                 | 41,4% | 5,8%               | 6,1%            | 2,7%            | 1,2% | 42,9%             | 53,3%   |  |         |                        |
| Květen 2007   | 24,9%           | 6,7%          | 5,4%                    | 4,1%                 | 42,6% | 5,0%               | 6,6%            | 3,0%            | 1,7% | 41,1%             | 54,2%   |  |         |                        |
| Srpen 2007    | 25,0%           | 6,4%          | 6,1%                    | 4,2%                 | 41,1% | 6,0%               | 6,6%            | 3,5%            | 1,1% | 41,7%             | 53,7%   |  |         |                        |
| Listopad 2007 | 21,9%           | 6,3%          | 7,5%                    | 4,1%                 | 44,1% | 5,4%               | 6,3%            | 2,9%            | 1,5% | 39,8%             | 55,8%   |  |         |                        |
| Únor 2008     | 22,2%           | 6,1%          | 6,5%                    | 3,9%                 | 44,2% | 5,7%               | 6,1%            | 3,4%            | 1,8% | 38,8%             | 56,0%   |  |         |                        |
| Květen 2008   | 21,6%           | 6,2%          | 6,8%                    | 4,5%                 | 43,8% | 5,3%               | 6,4%            | 3,5%            | 1,6% | 39,6%             | 55,3%   |  |         |                        |
| Srpen 2008    | 22,5%           | 5,7%          | 6,9%                    | 3,9%                 | 43,3% | 5,6%               | 6,7%            | 3,5%            | 1,7% | 39,1%             | 55,7%   |  |         |                        |
| Listopad 2008 | 26,5%           | 5,6%          | 6,6%                    | 4,2%                 | 39,7% | 5,5%               | 6,9%            | 3,6%            | 1,3% | 43,0%             | 52,1%   |  |         |                        |
| Únor 2009     | 27,8%           | 5,3%          | 7,0%                    | 4,1%                 | 37,5% | 5,8%               | 7,2%            | 3,5%            | 1,7% | 44,2%             | 50,6%   |  |         |                        |
| Květen 2009   | 29,7%           | 5,3%          | 6,3%                    | 4,2%                 | 33,8% | 6,7%               | 7,6%            | 3,5%            | 3,0% | 45,5%             | 48,0%   |  |         |                        |
| Srpen 2009    | 27,0%           | 5,9%          | 7,8%                    | 4,1%                 | 32,8% | 6,5%               | 9,0%            | 4,1%            | 2,9% | 44,8%             | 48,2%   |  |         |                        |
| Listopad 2009 | 28,7%           | 4,7%          | 6,6%                    | 4,2%                 | 32,8% | 5,8%               | 9,5%            | 5,5%            | 2,2% | 44,2%             | 48,1%   |  |         |                        |
| Únor 2010     | 28,4%           | 4,7%          | 6,3%                    | 4,6%                 | 33,9% | 5,6%               | 9,7%            | 4,8%            | 2,0% | 43,9%             | 49,3%   |  |         |                        |
| Květen 2010   | 30,8%           | 4,8%          | 6,7%                    | 4,5%                 | 32,4% | 5,7%               | 9,5%            | 4,0%            | 1,6% | 46,8%             | 47,6%   |  |         |                        |
| Červen 2010   | 32,4%           | 4,9%          | 6,4%                    | 4,4%                 | 30,3% | 5,4%               | 9,8%            | 4,7%            | 1,8% | 48,1%             | 45,4%   |  |         |                        |
| Červenec 2010 | 31,6%           | 5,1%          | 6,2%                    | 4,7%                 | 30,5% | 5,4%               | 9,5%            | 4,8%            |      | 47,6%             | 45,4%   |  |         |                        |
| Srpen 2010    | 31,4%           | 5,1%          | 6,9%                    | 5,7%                 | 29,5% | 5,4%               | 9,1%            | 4,7%            |      | 49,1%             | 44,0%   |  |         |                        |
| Září 2010     | 31,2%           | 5,4%          | 7,9%                    | 5,8%                 | 28,2% | 6,3%               | 8,1%            | 5,4%            |      | 50,3%             | 42,6%   |  |         |                        |

## Volební lídři

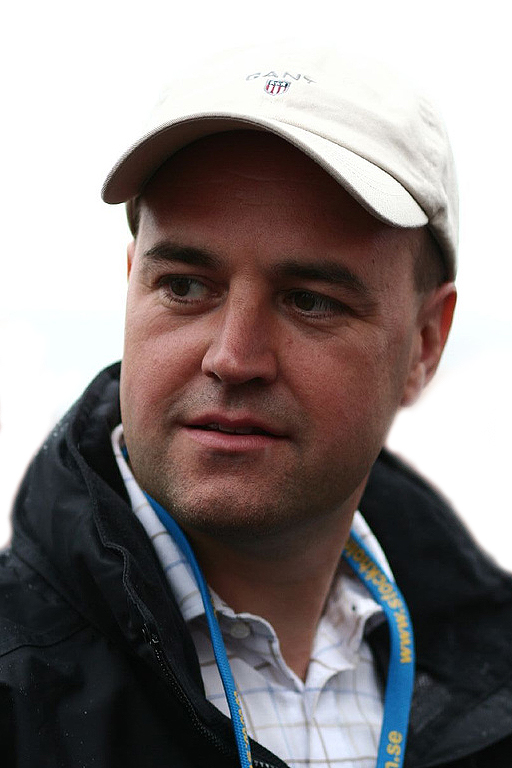
Volebním lídrem Aliance byl dosavadní předseda vlády Fredrik Reinfeldt
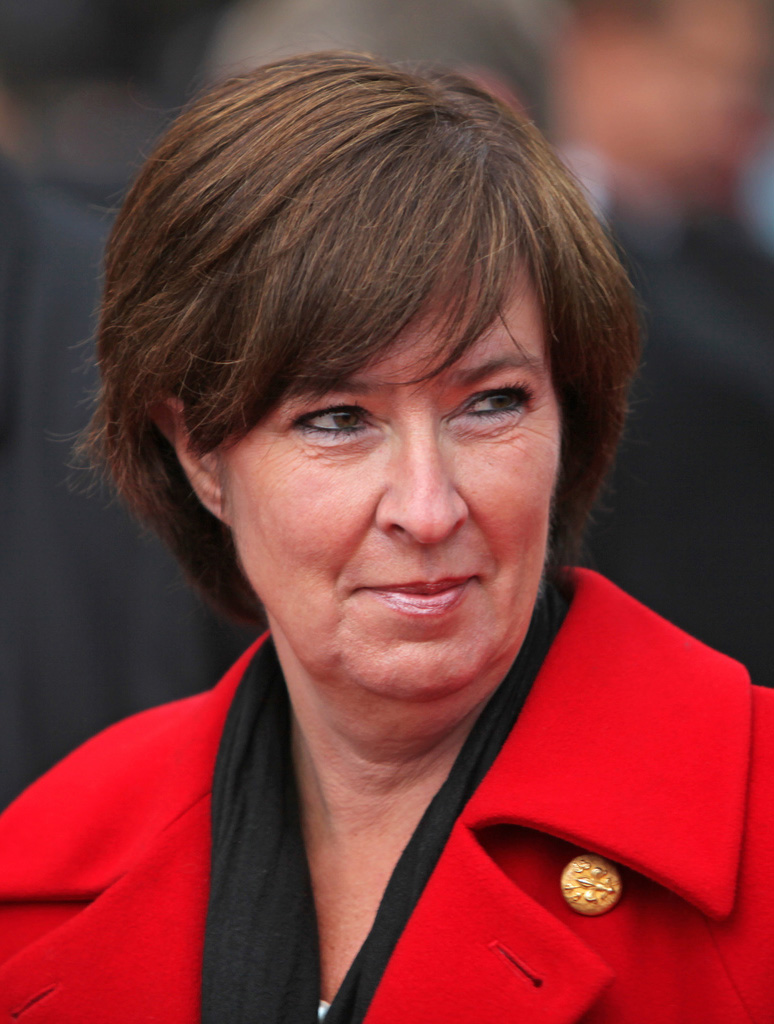
Volebním lídrem Červeno-zelené koalice byla Mona Sahlin